# Surfer Girl
Surfer Girl es el tercer álbum de estudio por The Beach Boys y el segundo editado en 1963. El álbum alcanzó el puesto 7 en Billboard Albums permaneciendo en las listas 56 semanas. En el Reino Unido el álbum se editó recién en la primavera de 1967 y alcanzó el puesto 13. Es el primer álbum en donde Brian Wilson aparece en los créditos como productor, posición que Wilson mantendría en los próximos años.
Pitchfork incluyó a Surfer Girl en el puesto 193 en su lista de "los mejores álbumes de los años 1960" de 2017.

## Historia
Es el tercero en total de 1963. Es el primer álbum en donde se le acredita a Brian Wilson por la producción del mismo. Ese puesto Wilson lo mantuvo hasta Wild Honey, o también hasta el final de SMiLE grabaciones de 1967.
La canción "Surfer Girl" alcanzó el puesto n.º 7 en las listas estadounidenses, se trata de la primera canción que Brian había compuesto en su vida, a la edad de 19 años, usando "When you wish upon a star" como una guía escribiéndolo. Siendo una balada, fue un movimiento algo aventurado editarla en sencillo, pero su calidad venció cualquier potencial riesgo comercial. Su otra cara, "Little Deuce Coupe", demostró ser el lado B más exitoso, alcanzando el puesto n.º 15 en Estados Unidos y convirtiéndose en una de las canciones más representantes del hot rod.
También se siguió con la tendencia actual de la banda de poner una canción de surf en el lado A y una sobre coches en el lado B de los sencillos. En "Catch a Wave" aparece la hermana de Mike Love, Maureen, en arpa, mientras que "The Surfer Moon" Brian uso por primera vez una sección de cuerdas y regrabó varias veces su voz sobre sí misma, técnica que también emplea en "Your Summer Dream", donde la voz esta tratada masivamente con eco, formando un tejido espectral. La inspiración rítmica de "Our car club" parte de "Watermelon man", un temprano ejercicio tropicalista, escrito por Herbie Hancock e interpretado por Mongo Santamaría en 1963. Fue la primera canción escrita por Brian sin pensar en los Beach Boys como músicos sino simplemente como cantantes. "In My Room" fue la primera canción personal de Brian Wilson: una reflexión acerca de tener un lugar para ir a sentir una sensación de seguridad y protección del estrés de la vida. Surfer Girl era un paso gigante para los Beach Boys, y el primero de muchos.
Una nota interesante: "South Bay Surfer" es co-acreditado a Al Jardine, quien recientemente había vuelto a The Beach Boys en el verano de 1963. Durante un breve período, tanto Al como su suplente David Marks, estuvieron juntos.

## Portada
La portada de Surfer Girl tiene a los integrantes (de derecha a izquierda): Dennis Wilson, David Marks, Carl Wilson, Mike Love y Brian Wilson, sosteniendo la misma tabla de surf que apareció en Surfin' Safari de 1962. La foto fue tomada por Kenneth Veeder, fotógrafo de Capitol, en Paradise Cove, al norte de Malibú.

## En vivo
La mitad de las canciones del álbum han sido interpretadas en vivo por The Beach Boys o Brian Wilson como solista con una frecuencia variable.

## Recepción
Surfer Girl es considerado un gran progreso a nivel de composición y producción en comparación con su primer álbum Surfin' Safari del año anterior, José Balsa escribió al respecto:

Surfer Girl fue el primer disco donde Brian Wilson apuntaba su verdadera dimensión. En su primer inmersión como jefe de máquinas, construyó el mejor elepe de 1963, desde luego más rico musicalmente que los dos de The Beatles (Please Please Me y With The Beatles) romos y muy pobres musicalmente.

## Lista de canciones
Todas las canciones escritas y compuestas por Brian Wilson y Mike Love, excepto donde está indicado. 
| Lado A |                                                             |                          |          |  |
| N.º    | Título                                                      | Vocalista principal      | Duración |  |
| 1.     | «Surfer Girl» (Brian Wilson)                                | Brian Wilson             | 2:26     |  |
| 2.     | «Catch a Wave»                                              | Mike Love                | 2:07     |  |
| 3.     | «The Surfer Moon» (Brian Wilson)                            | Brian Wilson             | 2:11     |  |
| 4.     | «South Bay Surfer» (Brian Wilson, Carl Wilson y Al Jardine) | Brian Wilson y Mike Love | 1:45     |  |
| 5.     | «The Rocking Surfer» (Trad. Arr. Brian Wilson)              | Instrumental             | 2:00     |  |
| 6.     | «Little Deuce Coupe» (Brian Wilson y Roger Christian)       | Mike Love                | 1:38     |  |

| Lado B |                                                  |                              |          |  |
| N.º    | Título                                           | Vocalista principal          | Duración |  |
| 1.     | «In My Room» (Brian Wilson y Gary Usher)         | Brian Wilson                 | 2:11     |  |
| 2.     | «Hawaii»                                         | Brian Wilson y Mike Love     | 1:59     |  |
| 3.     | «Surfers Rule»                                   | Dennis Wilson y Brian Wilson | 1:54     |  |
| 4.     | «Our Car Club»                                   | Brian Wilson y Mike Love     | 2:22     |  |
| 5.     | «Your Summer Dream» (Brian Wilson y Bob Norberg) | Brian Wilson                 | 2:27     |  |
| 6.     | «Boogie Woodie» (Trad. Arr. Brian Wilson)        | Instrumental                 | 1:56     |  |

- El apellido de Bob Norberg apareció originalmente como Norman, porque Murry Wilson consideraba que sonaba "demasiado judío".[6]

### Reediciones
Surfer Girl (Capitol (S) T 1981) se lo adjuntó en CD con Shut Down Volume 2, con pistas de aquellas sesiones de grabación, incluye en una versión en alemán de "In my Room".
Surfer Girl el álbum alcanzó el puesto n.º 7 en Estados Unidos durante 56 semanas. En Reino Unido, el álbum se editó recién en 1967, y alcanzó el puesto n.º 13.

## Créditos
- Al Jardine - Bajo, voz
- Mike Love - Cantante
- David Marks - Voz, guitarra
- Brian Wilson - Bajo, piano, voz
- Carl Wilson - Guitarra solista, voz
- Dennis Wilson - Batería

otros
- Hal Blaine - Batería